# Orde de l'Estrella de Romania
L'Orde de l'Estrella de Romania (en romanès: Ordinul Steaua României) és l'orde civil més alt de Romania i la segona condecoració estatal més alta després de l'extinta Orde de Miquel el Valent. L'atorga el president de Romania. Té cinc rangs, de menor a major: oficial, comandant, gran oficial, gran creu i gran creu amb coll.

## Història
El 1863, Alexandru Ioan Cuza, el senyor dels principats units de Moldàvia i Valàquia, va demanar al representant romanès a París que es posés en contacte amb la llavors coneguda joieria Krétly, per fabricar una decoració estatal. Krétly va presentar un model, que va ser acceptat immediatament pel domnitor, i basant-se en el seu acord, es van fabricar 1.000 peces de l'Orde. Es va decidir que l'Orde tindria cinc rangs: Cavaller (Cavaler), Oficial (Ofițer), Comandor (Comandor), Gran Oficial (Mare Ofițer) i Gran Creu (Mare Cruce).
A diferència de totes les altres decoracions, inspirades principalment en la francesa Legió d'honor, o que tenien les seves insígnies com una creu de Malta, el model proposat per Krétly per aquest cap era d'un blau crosslet creu (repetată encreuament), un disseny que aleshores era únic en el disseny decoratiu.
El domnitor va decidir que el nom de l'honor seria "L'Orde de la Unió" ("Ordinul Unirii"). Estava previst instituir l'Orde el 24 de gener de 1864, data en què se celebraria el 5è aniversari de la seva elecció i un moment que va marcar la unificació dels principats de Moldàvia i Valàquia. Per això, el lema de la nova comanda s'adaptava a l'esdeveniment: "GENERE ET CORDES FRATRES" ("GERMANS A TRAVÉS D'ORIGENS I SENTIMENTS"). L'anvers de la insígnia portaria els números "5" i "24", els dies de gener quan va ser elegit tant a Moldàvia com a Valàquia.
No obstant això, a causa del derrocament d'Alexandru Ioan Cuza per un cop de palau, no es va poder instaurar l'Orde i, per tant, va concedir la insígnia només com a regal personal, no com a condecoració de l'Estat. La majoria de les insígnies produïdes per a ell van romandre emmagatzemades als calabossos del Palau Reial.

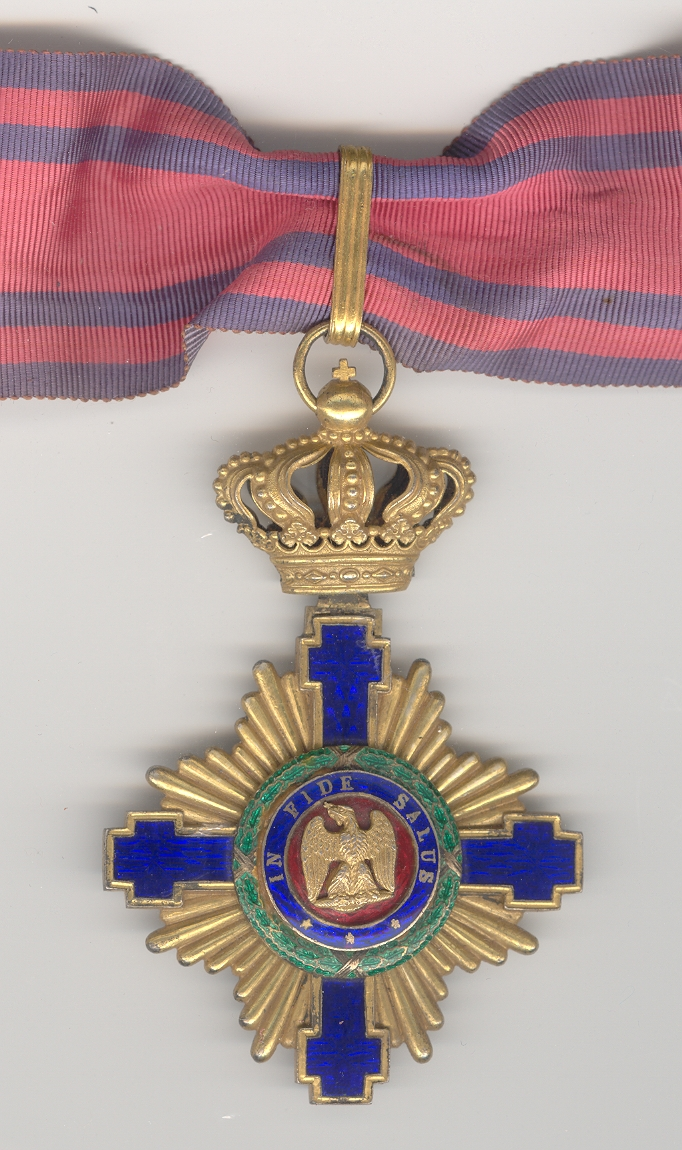
El model original de 1877: rang de comodor (anvers).

L'abril de 1877, quan Romania va obtenir la independència de l'Imperi Otomà, es va recuperar el debat sobre la institució de les decoracions romaneses. Mihail Kogălniceanu, ministre d'Afers Exteriors del gabinet Ion Brătianu, va participar en els debats de l'Assemblea de Diputats sobre la institució d'una condecoració estatal. A causa de l'"Orde de la Unió" subministrat anteriorment, es va decidir que la forma de la decoració seria la mateixa, modificant només el segell del domnitor. El lema també es va canviar, perquè l'antic no era adequat al moment, per "IN FIDE SALUS" ("EN LA FE ÉS LA SALVACIÓ"). Quant al nom, Kogălniceanu va insistir en "Steaua Dunării" ("L'estrella del Danubi").
El nom "Steaua României" ("L'estrella de Romania") va aparèixer el 10 de maig de 1887, quan es va votar la llei al Parlament, com a primera llei de la Romania sobirana.
Per Reial decret (núm. 1545/1932), el rei Carol II va canviar l'Orde de precedència en el sistema d'honor de Romania. Com a resultat, el 1932, L'estrella de Romania va caure en precedència del segon lloc (on hi havia estat des del 1906) al quart lloc (després de l'orde de Carol I i l'orde de Ferran I). El 1937 va caure fins al setè lloc. Es va mantenir la forma principal de l'Orde, la creu blava repetida (també anomenada "creu romanesa"), però els raigs entre els braços de la creu van ser substituïts per quatre àguiles heràldiques amb ales esteses, la insígnia del rei Carol I es va col·locar a l'anvers, i el revers portava l'any del seu establiment, "1877". També es va augmentar el nombre de persones a les quals es podia guanyar L'estrella de Romania:
- Cavaller (cavaller): 1.000 civils i 350 militars;
- Oficial (Ofițer): 500 civils i 150 militars;
- Comodor o Comandant (Comandor): 200 civils i 75 militars;
- Gran oficial (Mare Ofițer): 75 civils i 25 militars;
- Gran Creu (Mare Cruce): 35 civils i 10 militars.

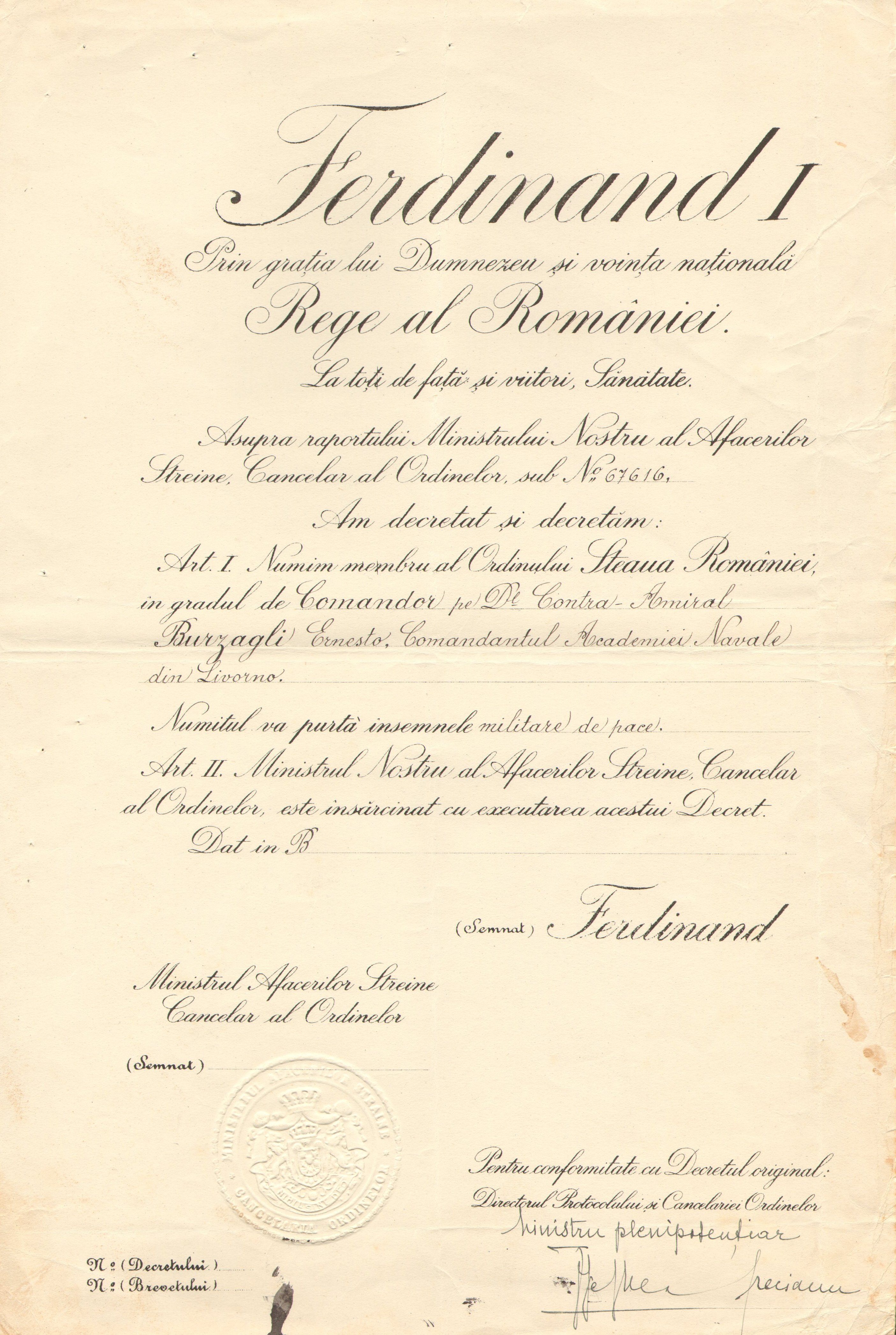
Certificat que confirma que l'Estel de Romania va ser atorgat a Ernesto Burzagli en nom del rei Ferran I.

El 1938, l'Orde va rebre un rang superior, anomenat "Clasa I" (Primera Classe en català), entre el rang de Gran Oficial i el de Gran Creu, amb un màxim de 50 civils i 15 militars.
Els estatuts establerts pel rei Carol II van ser modificats pel general Ion Antonescu (que es va convertir en Conducător el 4 de setembre de 1940). Generalment, les regles eren les que s'utilitzaven durant la Primera Guerra Mundial. L'Orde "L'estrella de Romania" es va convertir en el segon de la jerarquia nacional, després de l'Orde de Miquel el Valent.
Inspirat per la Creu de Ferro Alemanya, Ion Antonescu va decidir que els tres primers graus de les Ordes: l'Estrella de Romania i la Corona de Romania, amb pics (espases) i la cinta de La medalla "La virtut militar" serien atorgats excepcionalment actua de valent amb una fulla de roure, unida a la cinta.
Després de 1948, totes les decoracions existents van ser prohibides i es va prohibir el seu port. Només conservant la insígnia, es considerava un delinqüent en els primers anys del comunisme.
Després de molts intents, el 1998/1999 es va restablir l'Orde Nacional "L'estrella de Romania", amb un disseny similar al que es va fer servir el 1932, però sense la insígnia del rei Carol I, i amb la insígnia republicana.

## Graus
Segons la Llei 29/2000, pel que fa al sistema nacional de decoracions de Romania, actualment hi ha sis graus:
- 1a classe: Collar (Colan);
- 2a classe: Gran Creu (Mare Cruce);
- 3a classe: Gran oficial (Mare Ofiţer);
- 4a Classe: Comandant (Comandor);
- 5a classe: Oficial (Ofiţer);
- 6a classe: Cavaller (Cavaler).

## Destinataris notables

### Primera emissió (1877–1948)
- Ernesto Burzagli, No. 67616.[2]
- Archduke Eugen of Austria (1881)
- Jan Karcz
- Aristide Razu (1918)
- Harry Gideon Wells (1919)
- Hendrik Pieter Nicolaas Muller (1922)
- Scarlat Cantacuzino
- Artur Phleps (1920, 1933)
- Edward Rydz-Śmigły
- Jack Corbu (1930)
- Stanisław Maczek
- Amha Selassie of Ethiopia
- Rudolf Walden
- Fritz Witt (1942)
- Martin Unrein
- Jagatjit Singh of Kapurthala (1935)
- Walter Staudinger (1942)
- Sultan Ismail of Johor (1942)
- Walther Wenck (1943)
- Emmerich Jordan (1944)
- Samuel C. Cumming (WWII)
- Comte Paul de Smet de Naeyer

### Segona emissió (des de 1998)

#### Ciutadans estrangers
| No. | Nom                         | Conegut per                              | Any  |
| --- | --------------------------- | ---------------------------------------- | ---- |
| 1   | Jacques Chirac              | President de França                      | 1998 |
| 2   | Alberto Fujimori            | President del Perú                       | 1998 |
| 3   | Martti Ahtisaari            | President de Finlàndia                   | 1998 |
| 4   | Petar Stoyanov              | President de Bulgària                    | 1998 |
| 5   | Aleksander Kwaśniewski      | President de Polònia                     | 1999 |
| 6   | Thomas Klestil              | President de Àustria                     | 1999 |
| 7   | Konstantinos Stephanopoulos | President de Grècia                      | 1999 |
| 8   | Süleyman Demirel            | President de Turquía                     | 1999 |
| 9   | Harald V                    | Rei de Noruega                           | 1999 |
| 10  | Hamad bin Khalifa Al Thani  | Emir de Qatar                            | 1999 |
| 11  | Jaber Al-Ahmad Al-Sabah     | Emir de Kuwait                           | 1999 |
| 12  | Nursultan Nazarbayev        | President del Kazakhstan                 | 1999 |
| 13  | Rexhep Meidani              | President d'Albània                      | 1999 |
| 14  | Ezer Weizman                | President d'Israel                       | 1999 |
| 15  | Petru Lucinschi             | President de la República de Moldàvia    | 2000 |
| 16  | Elizabeth II                | Reina del Regne Unit                     | 2000 |
| 17  | Jorge Sampaio               | President de Portugal                    | 2000 |
| 18  | Árpád Göncz                 | President d'Hongria                      | 2000 |
| 19  | Margrethe II                | Reina de Dinamarca                       | 2000 |
| 20  | Rudolf Schuster             | President d'Eslovàquia                   | 2000 |
| 21  | Stjepan Mesić               | President de Croàcia                     | 2000 |
| 22  | Ernesto Zedillo             | President de Mèxic                       | 2000 |
| 23  | Fernando Henrique Cardoso   | President del Brasil                     | 2000 |
| 24  | Bhumibol Adulyadej          | Rei de Tailàndia                         | 2000 |
| 25  | Leonid Kutxma               | President d'Ucraïna                      | 2000 |
| 26  | Émile Lahoud                | President del Líban                      | 2001 |
| 27  | Kofi Annan                  | Secretari General de les Nacions Unides  | 2001 |
| 28  | Beatrix I                   | Reina dels Països Baixos                 | 2001 |
| 29  | Valdas Adamkus              | President de Lituània                    | 2001 |
| 30  | Vaira Vīķe-Freiberga        | President de Letònia                     | 2001 |
| 31  | Andrew Bertie               | Príncep i gran mestre de l'orde de Malta | 2002 |
| 32  | Zayed bin Sultan Al Nahyan  | President dels Emirats Àrabs             | 2002 |
| 33  | Gloria Macapagal Arroyo     | President de les Filipines               | 2002 |
| 34  | Milan Kučan                 | President d'Eslovènia                    | 2002 |
| 35  | Ferenc Mádl                 | President d'Hongria                      | 2002 |
| 36  | George W. Bush              | President dels Estats Units              | 2002 |
| 37  | Mauro Chiaruzzi             | Capitans regents de San Marino           | 2002 |
| 38  | Giuseppe Maria Morganti     | Capitans regents de San Marino           | 2002 |
| 39  | Zine El Abidine Ben Ali     | President de Tunisia                     | 2003 |
| 40  | Carl XVI Gustaf             | Rei de Suècia                            | 2003 |
| 41  | Joan Carles I               | Rei d'Espanya                            | 2003 |
| 42  | Carlo Azeglio Ciampi        | President d'Itàlia                       | 2003 |
| 43  | Arnold Rüütel               | President d'Estònia                      | 2003 |
| 44  | Henri I                     | Gran duc de Luxemburg                    | 2004 |
| 45  | Angelo Sodano               | Cardenal secretari d'Estat               | 2004 |
| 46  | Eddie Fenech Adami          | President de Malta                       | 2004 |
| 47  | Giuseppe Arzilli            | Capitans Regent de San Marino            | 2004 |
| 48  | Roberto Raschi              | Capitans Regent de San Marino            | 2004 |
| 49  | Ricardo Lagos               | President de Chile                       | 2004 |
| 50  | Ilham Alíev                 | President d'Azerbaidjan                  | 2004 |
| 51  | Abdullah II                 | Rei de Jordània                          | 2005 |
| 52  | Tarja Halonen               | President de Finlàndia                   | 2006 |
| 53  | George Emil Palade          | Professor                                | 2007 |
| 54  | Tarcisio Bertone            | Cardenal secretari d'Estat               | 2008 |
| 55  | Matthew Festing             | Príncep i Gran Mestre de l'Orde de Malta | 2008 |
| 56  | Lech Kaczyński              | President de Polònia                     | 2009 |
| 57  | Michel Suleiman             | President del Líban                      | 2009 |
| 58  | Albert II                   | Príncep de Mònaco                        | 2009 |
| 59  | Albert II                   | Rei dels belgues                         | 2009 |
| 60  | Mihai Ghimpu                | President de la República de Moldàvia    | 2010 |
| 61  | George Abela                | President de Malta                       | 2010 |
| 62  | Valdis Zatlers              | President de Letònia                     | 2011 |
| 63  | Toomas Hendrik Ilves        | President d'Estònia                      | 2011 |
| 64  | Giorgio Napolitano          | President d'Itàlia                       | 2011 |
| 65  | Pietro Parolin              | Cardenal secretari d'Estat               | 2015 |
| 67  | Aníbal Cavaco Silva         | President de Portugal                    | 2015 |
| 68  | Dalia Grybauskaitė          | President de Lituània                    | 2016 |
| 69  | Sergio Mattarella           | President d'Itàlia                       | 2016 |
| 70  | Rosen Plevneliev            | President de Bulgària                    | 2016 |
| 71  | Joachim Gauck               | President d'Alemanya                     | 2016 |
| 72  | Andrzej Duda                | President de Polònia                     | 2016 |
| 73  | François Hollande           | President de França                      | 2016 |
| 74  | Andrej Kiska                | President d'Eslovàquia                   | 2016 |
| 75  | Nicolae Timofti             | President de la República de Moldàvia    | 2016 |
| 76  | Kolinda Grabar-Kitarović    | President de Croàcia                     | 2017 |

#### Per classe
| Llista de receptors per classe | |
| --- | --- |
| Primera classeFaixes - Abdullah II de Jordània - George Abela - Valdas Adamkus - Albert II of Belgium - Albert II, Princep de Monaco - Amha Selassie - Teoctist Arăpașu - Gloria Macapagal Arroyo - Traian Băsescu - Zine El Abidine Ben Ali - Carl XVI Gustaf - Jacques Chirac - Carlo Azeglio Ciampi - Emil Constantinescu - Ion Dragalina - Andrzej Duda - Matthew Festing - Joachim Gauck - Mihai Ghimpu - Dalia Grybauskaitė - Tarja Halonen - Harald V of Norway - Ioan Holender - François Hollande - Ion Iliescu - Toomas Hendrik Ilves - Jaber Al-Ahmad Al-Sabah - Lech Kaczyński - Andrej Kiska - Thomas Klestil - Émile Lahoud - Sergio Mattarella - Miquel I de Romania - Giorgio Napolitano - Nursultan Nazarbayev - Josef Šnejdárek - Angelo Sodano - Konstantinos Stephanopoulos - Petar Stoyanov - Hamad bin Khalifa Al Thani - Gherman Titov - Ezer Weizman Segona classeGrans Creus - Alois Lexa von Aehrenthal - Martti Ahtisaari - Yıldırım Akbulut - Albert I of Belgium - Archduke Albrecht, Duke of Teschen - Príncep Albert Victor, Duc de Clarence i Avondale - Alexander III of Russia - Alexander of Battenberg - Alexandra, Countess of Frederiksborg - Prince Alfons of Bavaria - Alfred, Segon Príncep de Montenuovo - Teoctist Arăpașu - Comte Kasimir Felix Badeni - Ehud Barak - Bartholomew I de Constantinoble - David Beatty, 1st Earl Beatty - Kurt Beck - Radu Beligan - Silvio Berlusconi - Andrew Bertie - Birendra of Nepal - Herbert von Bismarck - Otto von Bismarck - Albrecht von Boeselager - Victor, Prince Napoléon - Boutros Boutros-Ghali - Josip Broz Tito - Bernhard von Bülow - Ernesto Burzagli - Leo von Caprivi - Prince Carl, Duke of Västergötland - Carol I de Romania - Carles Príncep de Gal·les - Christian IX of Denmark - Prince Christian of Schleswig-Holstein - Doina Cornea - Pat Cox - Patriarch Diodoros of Jerusalem - Bülent Ecevit - Edmond de Gaiffier d'Hestroy - Edward VII - Ernest Louis, Grand Duke of Hesse - Ernst I, Duke of Saxe-Altenburg - Archduke Eugen of Austria - Prince Eugen, Duke of Närke - Laurent Fabius - Felipe VI - Ferran I of Romania - Arxiduc Francesc Ferran d'Àustria - Francesc Josep I d'Àustria - Frederic VIII de Dinamarca - Frederic I, duc d'Anhalt - Frederic III, emperador alemany - Príncep Frederic de Hohenzollern-Sigmaringen - Frederic Guillem, Gran Duc de Mecklenburg-Strelitz - Frederik, príncep hereu de Dinamarca - Kurt Fricke - El príncep Friedrich Leopold de Prússia - Príncep Georg de Baviera - Agenor Maria Gołuchowski - Dan Grigore - Eremia Grigorescu - Wilhelm von Hahnke - Ionel Haiduc - Tarja Halonen - Rafic Hariri - Príncep Heinrich de Hesse i pel Rin - El príncep Enric de Prússia (1862-1929) - Stefan Hell - Henri, Gran Duc de Luxemburg - Henrik, Prince Consort de Dinamarca - Jaap de Hoop Scheffer - Klaus Iohannis - Mugur Isărescu - Príncep Joaquim de Dinamarca - Arxiduc Josep Karl d'Àustria - Lionel Jospin - Jean-Claude Juncker - Ioan Kalinderu - Viatcheslav Moshe Kantor - Karekin II - Karl Anton, príncep de Hohenzollern - Hüseyin Kıvrıkoğlu - Konstantin de Hohenlohe-Schillingsfürst - Aleksey Kuropatkin - Aleksander Kwaśniewski - Eugeniusz Kwiatkowski - Chuan Leekpai - Príncep Leopold de Baviera - Leopold, príncep de Hohenzollern - Liviu Librescu - Lluís IV, gran duc de Hesse - Príncep Ludwig Ferdinand de Baviera - Arxiduc Ludwig Viktor d'Àustria - Luís I de Portugal - Horia Macellariu - Maria Teresa, gran duquessa de Luxemburg - Miquel I de Romania - Gran Duc Miquel Alexandrovitx de Rússia - Louis Michel - Milà I de Sèrbia - Helmuth von Moltke el Jove - Louis Mountbatten, primer comte Mountbatten de Birmània - Hendrik Pieter Nicolaas Muller - Valeriu Munteanu (polític) - Adrian Năstase - Nicolau II de Rússia - Mariana Nicolesco - Olav V de Noruega - Arxiduc Otó d'Àustria (1865–1906) - George Emil Palade - Reina Paola de Bèlgica - Alexander August Wilhelm von Pape - Pedro II del Brasil - Maurice Pellé - Göran Persson - Nicolae Petrescu-Comnen - Christian Poncelet - Romano Prodi - Mozaffar ad-Din Shah Qajar - Antoni Wilhelm Radziwiłł - Jean-Pierre Raffarin - Arxiduc Rainer Ferran d'Àustria - Ioan Rășcanu - George Robertson, baró Robertson de Port Ellen - Gil Carlos Rodríguez Iglesias - Príncep Rudolf de Liechtenstein - Rudolf, príncep hereu d'Àustria - Rupprecht, príncep hereu de Baviera - Edward Rydz-Śmigły - Gerhard Schröder - Wolfgang Schüssel - Walter Schwimmer - Reina Silvia de Suècia - Jagatjit Singh - Pratap Singh d'Idar - Vassilios Skouris - Reina Sofia d'Espanya - Edmund Stoiber - Jan Syrový - Eduard Taaffe, 11è vescomte Taaffe - Alfred von Tirpitz - Alexandru Todea - Ernest Troubridge - Charles d'Ursel - Victòria, princesa hereva de Suècia - Grigore Vieru - Charles J. Vopicka - Rudolf Walden - Georg Wassilko von Serecki - Alan Watson, baró Watson de Richmond - Comte Hans Weiss - Guillem, príncep de Hohenzollern - Guillem, príncep de Wied - Sergei Witte - August zu Eulenburg - Adrian Zuckerman (advocat) Tercera classeGrans oficials - Dinu Adameșteanu - Radu Aldulescu (músic) - Ioan Arhip - Constantin C. Arion - Randolph L. Braham (dimitit) - Gheorghe Brega - Nicolae Cajal - Alexandru Cernat - Dietrich von Choltitz - Gheorghe Cipăianu - Liviu Ciulei - Ileana Cotrubaș - Nicolae Dăscălescu - Constantin Dumitrescu (general) - Ivan Fichev - Ismail de Johor - Lucien Loizeau - Marian-Jean Marinescu - Lucian Pintilie - Constantin Poenaru - Dumitru Prunariu - Ioan Mihail Racoviță - Constantin Sănătescu - Hans-Georg von Seidel - Alexandru Slătineanu - Simion Stoilow - Alexandru Tzigara-Samurcaș - Gheorghe Vlădescu-Răcoasa - Elie Wiesel - Arthur Zimmermann - Alexandru Zub Quarta classeComandants - Robert Aderholt - Vasile Atanasiu - Grigore Bălan - James Berry (cirurgià) - Ion Boițeanu - Randolph L. Braham - Leonid Brezhnev - Karl von Bülow - Ronald L. Burgess Jr. - Leopold Bürkner - Ernesto Burzagli - Ion Buzdugan - Ben Cardin - Nicolae Ciupercă - Constantin Constantinescu-Claps - Aurel Cosma - Lucian Croitoru - Salvator Cupcea - Mircea Dinescu - Eugen Doga - Émile Dossin de Saint-Georges - Mihai Drăgănescu - Wim van Eekelen - Ștefan Fălcoianu - Nikolaus von Falkenhorst - Angela Gheorghiu - Hans Globke - Maximilian Hacman - Orrin Hatch - Friedrich-Wilhelm Hauck - Francis Howard (oficial de l'exèrcit britànic) - Dietrich von Hülsen-Haeseler - Sergěj Ingr - Ron Johnson (polític de Wisconsin) - Hunor Kelemen - Gunther Krichbaum - Emil Krukowicz-Przedrzymirski - Tadeusz Kutrzeba - Alexandru Lapedatu - Chris Lauzen - Wolf Lepenies - Charles W. Lyons - Stanisław Maczek - Solomon Marcus - Valeriu Moldovan - Vasile Moldoveanu - Teodor Negoiță - Devin Nunes - Artur Phleps - Tadeusz Piskor - Karl von Plettenberg - David Popescu - Andrei Rădulescu - Aristide Razu - Mike Rogers (polític d'Alabama) - Frank Rolleston - Marco Rubio - Nicolae Samsonovici - Gustav von Senden-Bibran - Ioanel Sinescu - Ilie Șteflea - Rudolf Stöger-Steiner von Steinstätten - Anastase Stolojan - Dejan Subotić - Nicolae Tătăranu - Rudolf Toussaint - Alexandru Vulpe - Jackie Walorski - Bolesław Wieniawa-Długoszowski Cinquena classeOficials - Paul Alexiu - Ilie Antonescu - Petre Antonescu (general) - Constantion Bădescu - Ștefan Balaban - Ioan A. Bassarabescu - Constantin Brătescu - Mihai Ciucă - Constantin Climescu - Mihail Corbuleanu - Dumitru Coroamă - Ilie Crețulescu - Anton Crihan - Constantin Cristescu - Nicolae Dabija (soldat) - Dumitru Dămăceanu - Alexandru Dobriceanu - Constantin Doncea - Anton Durcovici - Constantin Eftimiu - Eremia Grigorescu - Jan Karcz - Radu Korne - Dan Lupașcu - Raoul Magrin-Vernerey - Gheorghe Manoliu - Sergiu Niță - Alexandru Pastia - Oana Pellea - Irina Petrescu - Artur Phleps - Constantin Poenaru - Iulian Pop - David Praporgescu - Nicolae Samsonovici - Alexandru Șerbănescu - Oleg Serebrian - Constantin Tobescu Sisena classeCavallers - Ecaterina Andronescu - Gheorghe Avramescu - Constantin Bălăceanu-Stolnici - Colin Robert Ballard - Gelu Barbu - Viorel P. Barbu - Ion Besoiu - Marcian Bleahu - Mihai Brediceanu - Nicolae Cambrea - Scarlat Cantacuzino - Nicolae Ciupercă - Dina Cocea - Titus Corlățean - Pierre de Coubertin - Corina Crețu - Ioan Culcer - Samuel C. Cumming - Marțian Dan - Neagu Djuvara - Valer Dorneanu - Mariana Drăgescu - Tudor Gheorghe - Marcel Guguianu - Thomas Hunton - Gabriel Liiceanu - Leonard Mociulschi - Ovidiu Iuliu Moldovan - Iulia Motoc - Marioara Murărescu - Dan Nica - Andrei Oișteanu - Richard W. O'Neill - Gabriel Oprea - Octavian Paler - Gică Petrescu - Teodosie Petrescu - Colea Răutu - Aristide Razu - Mihai Tănăsescu - Radu Timofte - László Tőkés (Retirat) - Corneliu Vadim Tudor (Withdrawn)(2004 until 2007, when it was withdrawn) - Petre Țuțea Unknown Class - Otto Adler - Ilham Aliyev - Petre Andrei - Kofi Annan - Gheorghe Arsenescu - Giuseppe Arzilli - Beatriu dels Països Baixos - Tarcisio Bertone - Bhumibol Adulyadej - Josef Bílý - Volkan Bozkır - Constantin Budișteanu - George W. Bush - Gheorghe Buzatu - Mihail Cămărașu - Fernando Henrique Cardoso - Aníbal Cavaco Silva - Marin Ceaușu - Mauro Chiaruzzi - Henri Cihoski - Jack Corbu - Paul de Smet de Naeyer - Süleyman Demirel - Radko Dimitriev - Roman Dmowski - Werner Ehrig - Eddie Fenech Adami - Alberto Fujimori - Victor Gomoiu - Árpád Göncz - Kolinda Grabar-Kitarović - Gheorghe Ionescu-Sisești - Emmerich Jordan - Juan Carlos I - Mihail Kogălniceanu - Stiliyan Kovachev - Milan Kučan - Leonid Kutxma - Ricardo Lagos - Ivan Loiko - Mircea Lucescu - Petru Lucinschi - Ferenc Mádl - Leon Malhomme - Rexhep Meidani - Stjepan Mesić - Miron Mitrea - Alois Mock - Aleksander Piotr Mohl - Maria Morganti - Dumitru C. Moruzi - Bolesław Mościcki - Zayed bin Sultan Al Nahyan - Danail Nikolaev - Pietro Parolin - Rosen Plevneliev - Kazimierz Porębski - Ștefan Procopiu - Roberto Raschi - Arnold Rüütel - Said Halim Pasha - Jorge Sampaio - Eustachy Sapieha - Marian Sârbu - Rudolf Schuster - Walter Staudinger - Michel Suleiman - Jan Szembek (diplomat) - Păstorel Teodoreanu - Nicolae Timofti - Martin Unrein - Guy Verhofstadt - Vaira Vīķe-Freiberga - Matei Vlădescu - Harry Gideon Wells - Walther Wenck - Fritz Witt - Valdis Zatlers - Ferdynand Zarzycki - Ernesto Zedillo | |
| | Aquesta llista no és exhaustiva, per la qual cosa pot ser que no satisfaci els estàndards de completesa. |